# Pachycopsis lunifera
Pachycopsis lunifera är en fjärilsart som beskrevs av W. Warren 1907. Pachycopsis lunifera ingår i släktet Pachycopsis och familjen mätare. Inga underarter finns listade i Catalogue of Life.